# خال مادرزادی
خال مادرزادی (به انگلیسی: Birthmark)، یا ماه‌گرفتگی یک اختلال مادرزادی، بی‌نظمی خوش‌خیمی بر روی پوست است که در زمان تولد یا در مدت کوتاهی پس از تولد، معمولاً در ماه اول ظاهر می‌شود. آنها می‌توانند در هر نقطه بر روی پوست رخ دهند. خالهای مادرزادی توسط رشد بیش از حد عروق خونی، ملانوسیت‌ها، ماهیچه صاف، چربی، فیبروبلاست‌ها، یا کراتینوسیت‌ها ایجاد می‌شود.